# Ligne Sirets'ko-Petchers'ka
La ligne Sirets'ko-Petchers'ka (en ukrainien : Сире́цько-Пече́рська лінія, en russe : Сыре́цко-Пече́рская ли́ния),  est appelée aussi ligne M3, du métro de Kiev.
Le service est arrêté ou perturbé depuis l'invasion de l'Ukraine par la Russie en 2022.

## Histoire
La ligne est mise en service par sections du 31 décembre 1989 au 23 mai 2008.

## Infrastructure

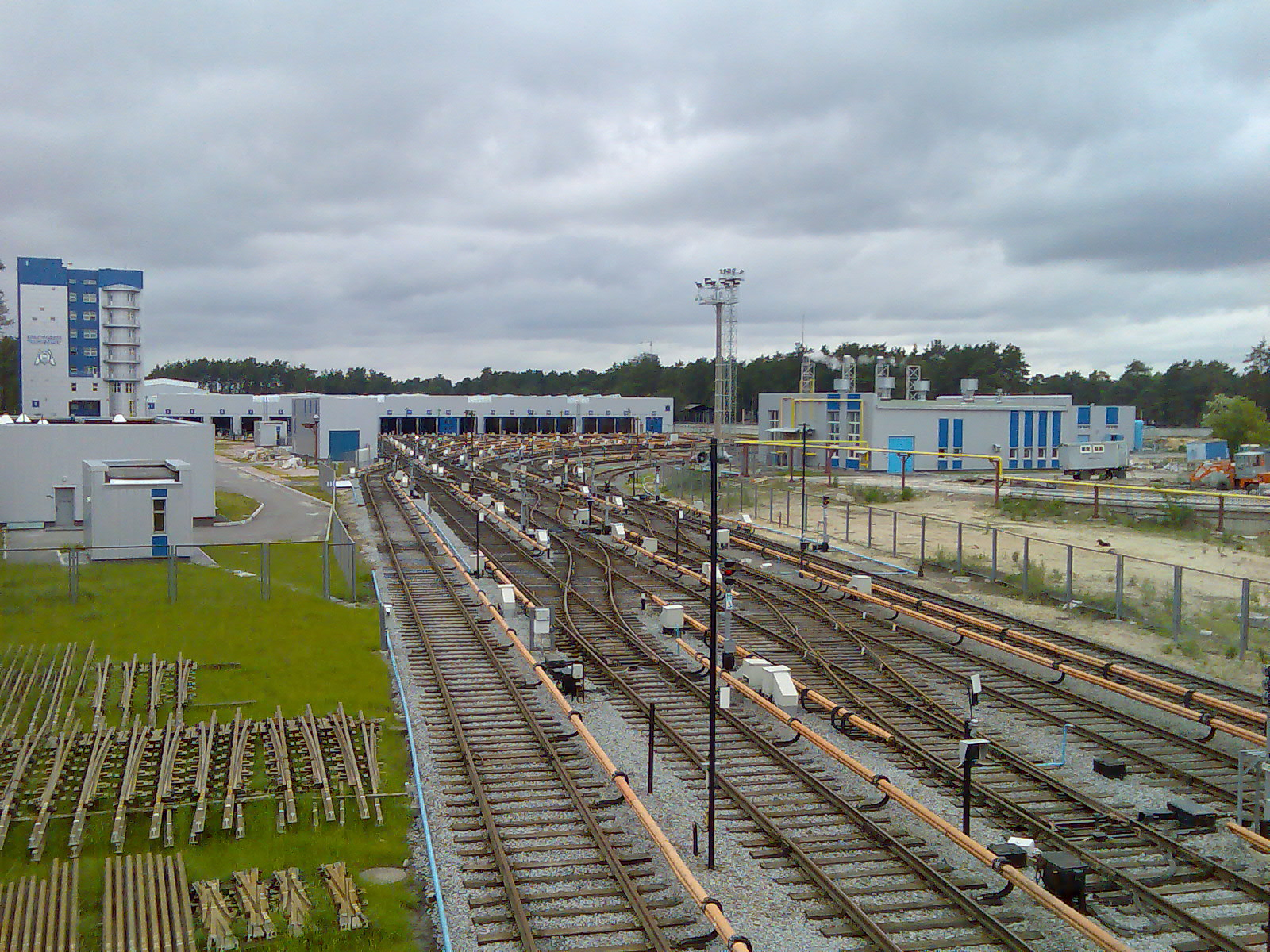
Le dépôt de Kharkivska
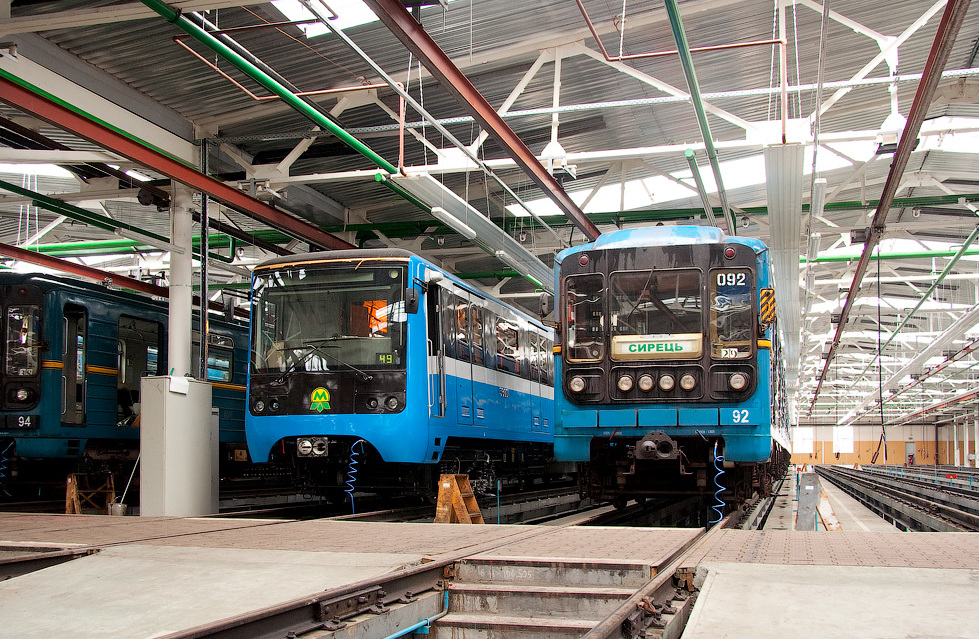
avec du matériel 81-7036 et 81-717 de KVSZ.

### Ligne
La ligne Sirets'ko-Petchers'ka est la seconde ligne à traverser la ville d'est en ouest, la partie est de cette ligne est davantage développée et empruntée. Comme pour la ligne 1, la traversée du Dniepro (Dniepr) s'effectue par voie aérienne.

### Stations
Du nord-ouest au sud-est, la ligne dispose de 16 stations :
|  |   |  | Station            | Ville et raïon desservis | Correspondances                      |
|  | - |  | ------------------ | ------------------------ | ------------------------------------ |
|  | o |  | Syrets             | Kiev (Chevtchenko)       |                                      |
|  | • |  | Dorohojytchi       | Kiev (Chevtchenko)       |                                      |
|  | • |  | Loukianivska       | Kiev (Sviatochyne)       |                                      |
|  | o |  | Zoloti vorota      | Kiev (Chevtchenko)       | via la station Teatralna             |
|  | o |  | Palats sportou     | Kiev (Chevtchenko)       | via la station Plochia L'va Tolstovo |
|  | • |  | Klovska            | Kiev (Chevtchenko)       |                                      |
|  | • |  | Petcherska         | Kiev (Petchersk)         |                                      |
|  | • |  | Droujby narodiv    | Kiev (Petchersk)         |                                      |
|  | • |  | Vydoubytchi        | Kiev (Holossiïv)         |                                      |
|  | • |  | Slavoutytch        | Kiev (Darnitsa)          |                                      |
|  | • |  | Ossokorky          | Kiev (Darnitsa)          |                                      |
|  | • |  | Pozniaky           | Kiev (Darnitsa)          |                                      |
|  | • |  | Kharkivska         | Kiev (Darnitsa)          |                                      |
|  | • |  | Vyrlytsia          | Kiev (Darnitsa)          |                                      |
|  | • |  | Boryspilska        | Kiev (Darnitsa)          |                                      |
|  | o |  | Tchervonyï khoutir | Kiev (Darnitsa)          |                                      |

## Exploitation
Elle possède la cadence de circulation la plus faible du réseau métropolitain de Kiev, en heure de pointe, la cadence maximale sur la ligne peut atteindre 34 services par heure.

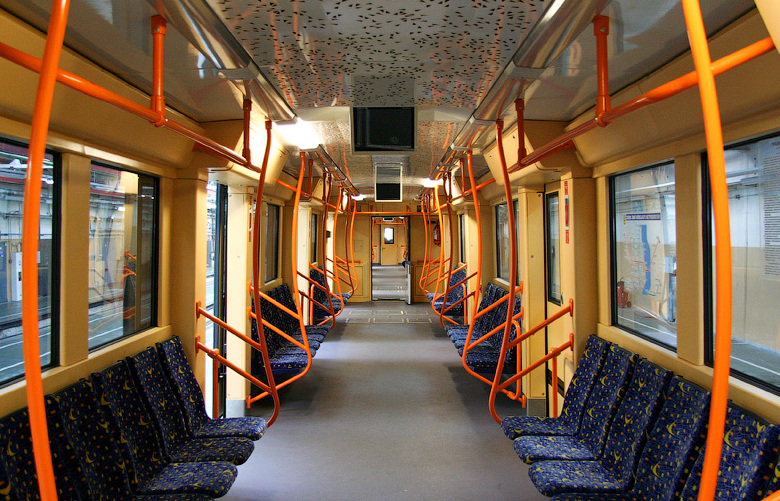
Intérieur d'un 81-7021/7022
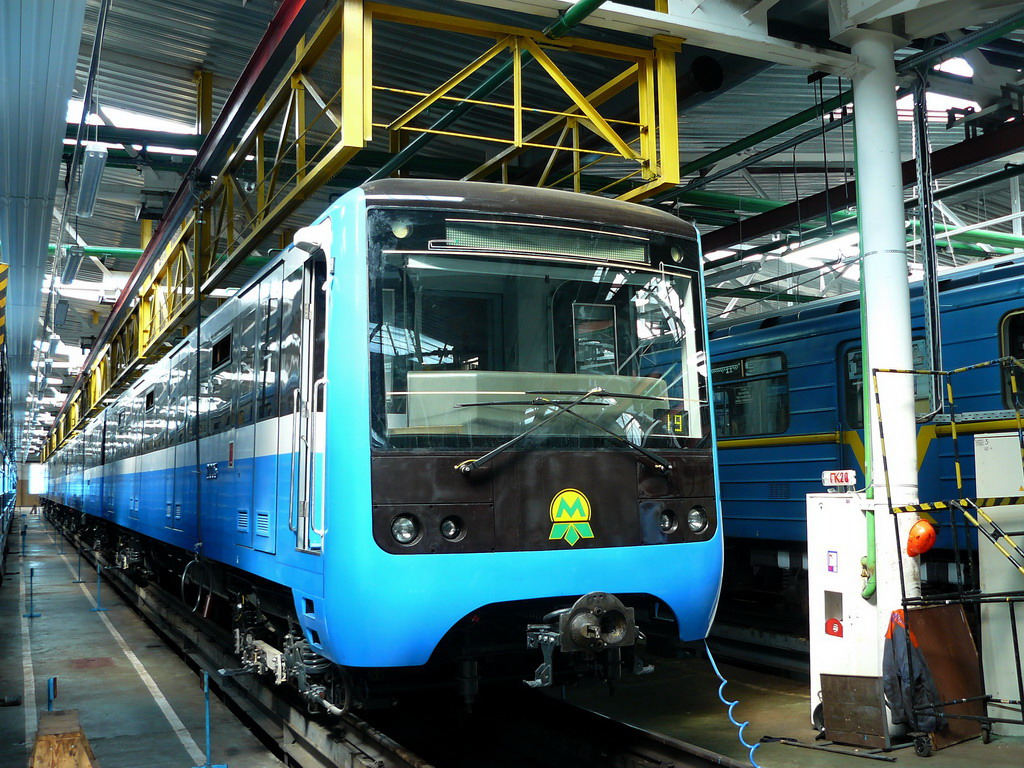
et avant.